# Paul Moleska
Paul Moleska (* 1878 als Paul Max Müller in Leipzig; † 2. Januar 1935 in Berlin) war ein deutscher Theater- und Filmschauspieler.

## Leben
Über Herkunft und Ausbildung Moleskas ist derzeit nichts bekannt. Sein erstes nachweisbares Festengagement unter dem Künstlernamen Paul Moleska trat Paul Max Müller in der Spielzeit 1907/08 am Battenberg-Theater seiner Heimatstadt Leipzig an. Dort blieb er bis 1913, ehe er sich nach Berlin begab. Hier fand er sofort Anschluss an die Filmwirtschaft und wurde in der ersten Kriegsspielzeit 1914/15 auch an die Bühne, dem Lustspielhaus unter der Direktion von Heinrich Bolten-Baeckers, engagiert. Anschließend sind keine Festengagements am Theater mehr feststellbar, und Paul Moleska konzentrierte sich überwiegend auf die Filmschauspielerei.
Moleska war ab 1916 mit Katharina Pongs verheiratet. Er starb zu Jahresbeginn 1935, als er mit einer Kraftdroschke auf dem Weg zu seiner Wohnung war.

## Filmografie
- 1914: Zum verliebten Kakadu
- 1914: Das Haus ohne Tür
- 1914: Eine tolle Nacht
- 1916: Der kleine Detektiv
- 1919: Kord Kamphues, der Richter von Coesfeld
- 1919: Kronprinz Rudolph oder: Das Geheimnis von Mayerling
- 1919: Prinzessin Tatjana oder Wenn ein Weib den Weg verliert
- 1920: Das Gesicht im Spiegel
- 1920: Das Glücksschwein
- 1920: Der Ruf aus dem Jenseits
- 1920: Der unsichtbare Dieb
- 1921: In den Krallen der Sünde (Jenseits der Ehe)
- 1921: Julot, der Apache
- 1922: Der Höllenreiter
- 1927: Sein größter Bluff
- 1929: Besondere Kennzeichen
- 1929: Geheimpolizisten
- 1931: Bobby geht los
- 1931: Die Koffer des Herrn O. F.
- 1931: L’Auberge du père Jonas
- 1932: Der Geheimagent
- 1932: Eine Tür geht auf
- 1933: Heideschulmeister Uwe Karsten
- 1934: Meine Frau, die Schützenkönigin